# Axel Fritz
Axel Fritz, född 23 januari 1936 i Aachen, Tyskland, är en svensk skådespelare.

## Filmografi
- 1964 – Henrik IV
- 1964 – Älskande par
- 1964 – Nattlek
- 1972 – Nybyggarland (TV-serie)
- 1973 – Någonstans i Sverige (TV-serie)
- 1974 – En handfull kärlek
- 1975 – Fällan

## Teater

### Roller
| År   | Roll                                       | Produktion                                                       | Regi            | Teater                   |
| ---- | ------------------------------------------ | ---------------------------------------------------------------- | --------------- | ------------------------ |
| 1961 | Medverkande i danserna                     | Kung John (The Life and Death of King John) William Shakespeare  | Alf Sjöberg     | Dramaten                 |
| 1961 |                                            | Stolarna (Les Chaises) Eugène Ionesco                            | Alf Sjöberg     | Dramaten                 |
| 1962 | En sjungande sjöman Medverkande i danserna | Resan (Le voyage) Georges Schehadé                               | Alf Sjöberg     | Dramaten                 |
| 1962 | Irenee                                     | Ungdom i fjällen (Altitude 3.200) Julien Luchaire                | Rolf Carlsten   | Dramaten                 |
| 1993 | Hovmästaren                                | Köpmannen i Venedig (The Merchant of Venice) William Shakespeare | Göran Stangertz | Helsingborgs stadsteater |